# Чортківський госпітальний округ

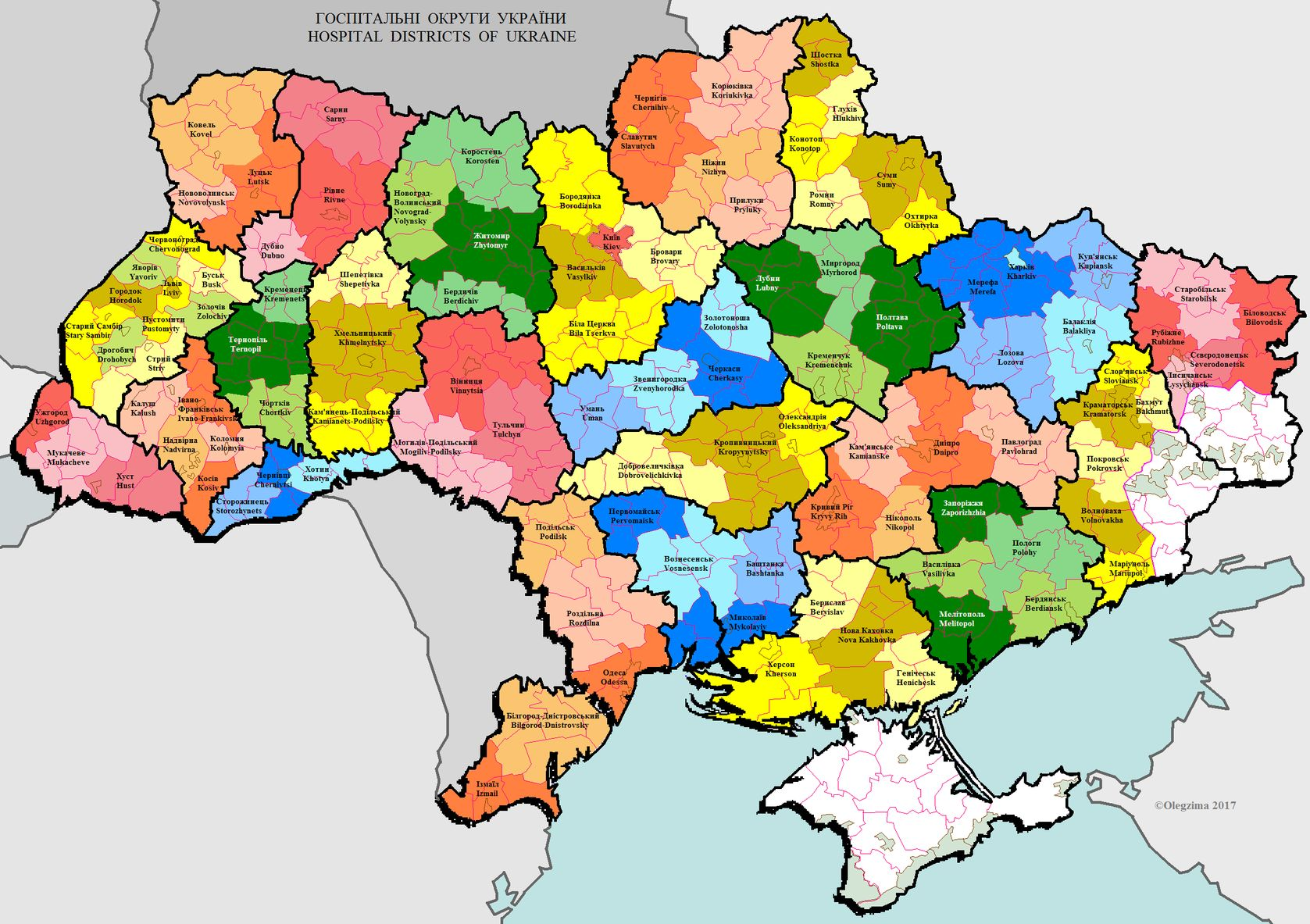
Госпітальні округи України

Чортківський госпітальний округ — госпітальний округ у Тернопільській області.
Заклади охорони здоров'я, розміщені на території:
- м. Чорткова
- Чортківського району
- Борщівського району
- Бучацького району
- Заліщицького району
- Гусятинського району (крім Гримайлівської селищної територіальної громади, Вікнянської, Глібівської, Зеленівської, Калагарівської, Красненської, Малобірківської, Малолуцької, Пізнанської, Раштовецької, Саджівецької, Товстенської сільських рад)
- Теребовлянського району (Великоговилівська сільська рада)

Центральною лікарнею округу стане Чортківська центральна районна лікарня.
Представники Бучацького району через значну кількість народжуваних та учнів шкіл, також критичний стан доріг, які ведуть до віддалених сіл, вважають, що район є самодостатнім, щоби бути центром. Тому наполягають на створенні окремого Бучацького госпітального округу і відмовилися входити до складу одиниці з центром у Чорткові.